# Buicești, Mehedinți
Buicești este un sat în comuna Butoiești din județul Mehedinți, Oltenia, România.